# Elvira Malagarriga
Elvira Malagarriga Armart u Ormart (Barcelona, 1886-1938) fue una pintora española de retratos, paisajes y flores.

## Biografía
Hija de Joaquim Malagarriga Verdaguer y de María Ormart Vergara, natural de Montevideo, y nieta de Sebastià  Malagarriga Codina (Barcelona 1815-24 de abril de 1880), escultor de cera. Como su hermana mayor, Aurora (Barcelona, 1883-1938), estudió en la Escuela de Bellas Artes de Barcelona, La Llotja, donde fue alumna de Cristòfol Montserrat y recibió consejos del maestro Léon Bonnat y del profesor Ulpiano Checa. Para completar su formación, se fue a París, donde residió tres años y asistió a las clases de la Académie Julian dirigida por Jean-Paul Laurens, donde se permitía a las mujeres estudiar el desnudo. A partir de 1907, decidió dedicarse exclusivamente a la pintura. En París concurrió a las exposiciones del Salón y posteriormente marchó a Italia y a Madrid para conocer los grandes museos. En Florencia, mientras estudiaba pintura, expuso en el Salón de esta ciudad.
En Barcelona, la primera exposición en la cual participó fue la colectiva de Sala Parés de junio de 1906. En el Cercle de Propietaris de Gràcia, en 1907, participó en la Exposició de Belles Arts d'Artistes Independents. En la Sala Parés expuso en 1912, 1915, 1916, 1918, 1919, 1924 y 1936. Se puede encontrar una fotografía de esta artista en el n.º 58 de la revista Feminal del 28/01/1912. En el n.º 104 del 28/11/1915 Joana Romeu, pseudónimo de Carmen Karr, directora de la revista, alababa sus desnudos, considerándolos lo mejor de su producción, cosa que podían afirmar las mujeres de Feminal después de haber visitado su estudio de la calle de Provenza de Barcelona. Posiblemente no los expuso porque no se fiaba de la moralidad de muchas personas de la época, que no habrían sabido apreciarlos.
En 1910 participó en el Gran Salón de París y el 1912 expuso en la Associazione degli Artisti Italiani en Florencia. Con la obra Grandmother’s Delight concurrió en la Panamá-Pacific International Exposition (Sección Internacional), celebrada en 1915 en San Francisco, California, junto con otros pintores catalanes.
En 1916, en la misma Sala Parés, presentó una serie de retratos, entre los cuales destacaron el de su padre, el de su hermana, el de Apel·les Mestres (considerado por la crítica uno de los mejores) y el del procurador Lluís Guimat. La revista Feminal publicó una fotografía de esta exposición en el número 109 y su directora comparó sus retratos con los de Lluïsa Vidal, afirmando que sus pinceles tenían más de masculino que de femenino “por su firmeza y colorido”, y expresando que la calidad de su pintura tenía que servir para romper de una vez por todas con el tópico de que las mujeres solo eran capaces de pintar cuadros de flores. También expuso en el Salón Goya (1919), en las Galerías Dalmau (exposición inaugural de diciembre de 1923 e individual en 1924) y en las Galeríes Laietanes (1936).
En Barcelona la artista intervino en muchas exposiciones y concursos colectivos, como la Exposición de Arte (1918 y 1919) organizada por la Junta Municipal de Exposiciones en el Palacio Municipal de Barcelona; las de 1920, 1921 y 1922 celebradas en el Palacio de Bellas artes del Parque de la Ciudadela y la de 1923 realizada en el Palacio de la Industria. En la de 1918 presentó la obra Frutas; el año siguiente las obras Midinette y Roses; en 1921 la obra titulada Vista de Barcelona; y en 1922 la obra Retrat del meu pare (Retrato de mi padre).
Participó en Barcelona vista pels seus artistes, concurso celebrado en el Palacio de las Artes Decorativas y organizado por el Reial Cercle Artístic en 1930 y 1931. En 1936 participó en el Primer Salón de la Associació d'Artistes Independents, celebrado en Barcelona (del 30/4 al 25/5), en el cual concurrió Enriqueta P. Benigani, entre otras artistas. En el Salón del Otoño de 1938 presentó un bodegón y, el mismo año, concurrió a la Exposición del dibujo y del grabado, los dos actos organizados por la Junta d'Exposicions d'Art de Catalunya en la sala de exposiciones del Casal de la Cultura de Barcelona.

## Obra
Trabajó especialmente el género del retrato, a pesar de que también pintó paisajes y algunas composiciones florales. El Museo Nacional de Arte de Cataluña conserva el óleo Paseig amb casa senyorial (Paseo con casa señorial, s.d.).
También expuso sus obras en Madrid y en California. Como muchas artistas que estaban en el entorno de la revista Feminal, colaboró en varias causas donando obras, como Paisatge (Paisaje), para los voluntarios catalanes que fueron a la Primera Guerra Mundial, o un apunte para la tómbola de la asociación de la prensa celebrada el mes de febrero de 1936 en el Gran Teatro del Liceo en beneficio de su Mutualidad (Montepío).

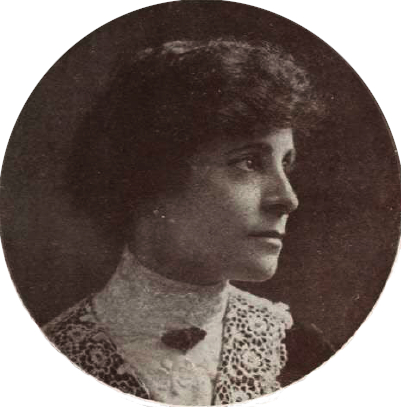
Elvira Malagarriga en Feminal (1912)